# Arundinaria simonii
Arundinaria simonii là một loài thực vật có hoa trong họ Hòa thảo. Loài này được (Carrière) Rivière & C.Rivière mô tả khoa học đầu tiên năm 1878.